# Arkitektur i Singapore

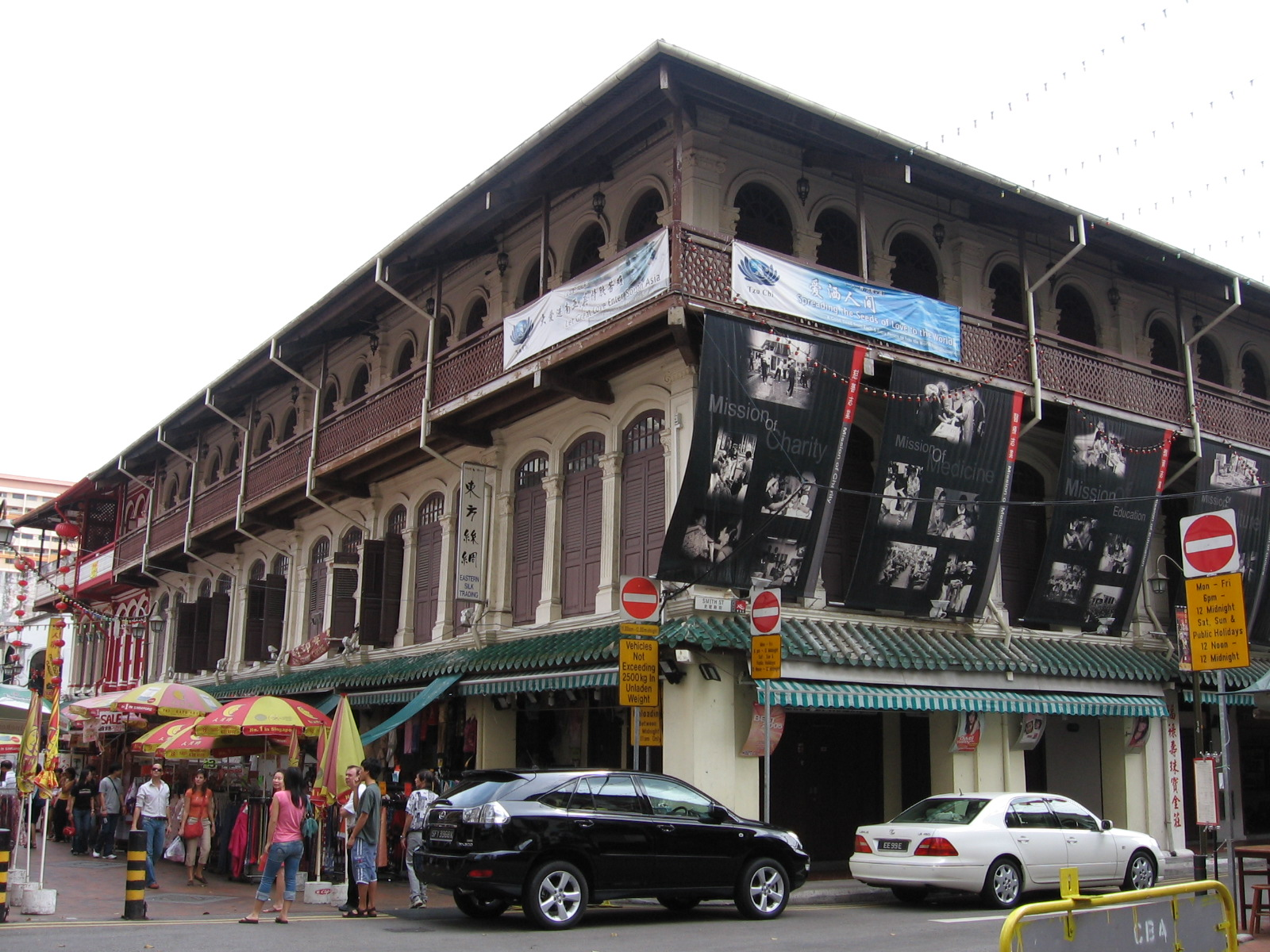
Lai Chun Yuan operahus i Chinatown.

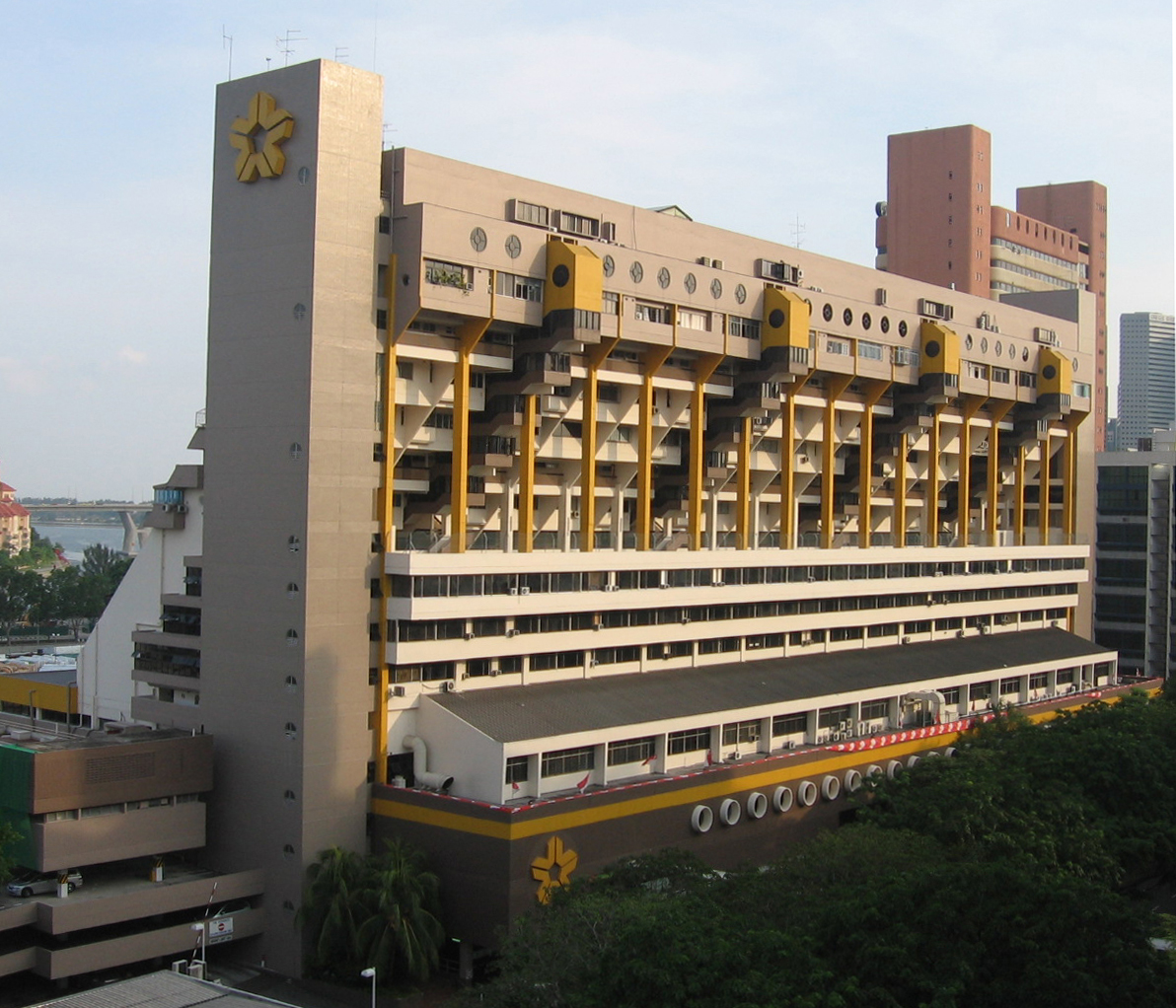
Golden Mile Complex

Arkitekturen i Singapore uppvisar en bred skala av influenser och stilar från olika platser och  perioder. Skalan sträcker sig från eklektiska stilar och hybridformer från kolonialtiden till tendensen hos mer samtida arkitektur att ta in trender från olika håll i världen. I både estetik och i tekniska termer kan den Singaporianska arkitekturen delas in i den mer traditionella kolonialtiden före andra världskriget och den till stor del moderna efterkrigs- och postkoloniala perioden.
Den traditionella arkitekturen i Singapore inkluderar inhemska malajhus, lokala affärslokaler i blandstil och svartvita bungalows, olika religiösa platser som speglar den etniska och religiösa spridningen i statsbildningen likaväl som kommunala och kommersiella byggnader i europeisk arkitekturstil (nyklassicism, gotik, palladiansk arkitektur och renässans). 